# Temelucha cylindrator
Temelucha cylindrator là một loài tò vò trong họ Ichneumonidae.